# Heraeus cinnamomeus
Heraeus cinnamomeus är en insektsart som beskrevs av Barber 1948. Heraeus cinnamomeus ingår i släktet Heraeus och familjen Rhyparochromidae. Inga underarter finns listade i Catalogue of Life.